# James Tooley
James Nicholas Tooley (nascido em Julho de 1959, em Southampton, Inglaterra) é um professor de política educacional na Universidade de Newcastle, onde dirige o centro de estudos E. G. West Centre. Pela sua pesquisa sobre educação privada para os pobres na Índia, China e África, Tooley ganhou a medalha de ouro na primeira competição para o desenvolvimento do setor privado do International Finance Corporation/Financial Times em setembro de 2006. De 2007 a 2009, ele presidiu o fundo educacional da Orient Global, e viveu em Hyderabad, Índia. Atualmente ele é o presidente de companhias educacionais em Gana (Omega Schools Franchise Ltd) e na Índia (Empathy Learning Systems Pvt Ltd) criando escolas privadas de baixo custo. Ele também é apontado como um acadêmico adjunto no Instituto Cato e faz parte do conselho consultivo do Institute of Economic Affairs assim como do conselho do Civitas: The Institute for the Study of Civil Society. Ele também é professor visitante no Ralston College, uma colégio start-up em Savannah.

## Infância
A família de Tooley se mudou para Bristol, onde ele foi educado no Kingsfield School, sob a tutela de William Haxworth, e foi colega de Richard Scudamore, chefe executivo da Premier League. Ambos apareceram na produção escolar de Joe Orton, The Erpingham Camp, em 1977.

## Carreira
Tooley conquistou seu doutorado no Instituto de Educação da Universidade de Londres, mestrado em Ciência Política na Universidade de Sussex e bacharel em Lógica e Matemática também em Sussex.  Ele começou sua carreira como professor de matemática no Zimbábue (1993 to 1996), antes de ir para o National Foundation for Educational Research na Inglaterra em 1998. Ele passou um tempo na Universidade Simon Fraser, no Canadá, e na Universidade de Western Cape, na Africa do Sul, enquanto concluía seu doutorado. Seu primeiro trabalho depois do doutorado foi na Universidade de Oxford, no departamento de educação, com o professor Richard Pring. De Oxford ele foi para a Universidade de Manchester em 1995; ao mesmo tempo em que ele criava a unidade de educação e treinamento do Institute of Economic Affairs em Londres. Ele alcançou sua cadeira atual na Universidade de Newcastle em 1998. Ele é um membro de diversos think-tanks, incluindo Reform, Civitas, Institute of Economic Affairs, Taxpayers' Alliance e Globalisation Institute. Ele é um acadêmico adjunto do Cato Institute, membro da Mont Pelerin Society, e um conselheiro do Schoolventures.

## Educação privada de baixo-custo
Tooley é conhecido pelo seu trabalho em educação privada de baixo custo. Ele começou seu trabalho em 2000, descobrindo por conta própria a existência de escolas privadas de baixo custo nas favelas de Hyderabad, enquanto trabalhava para a International Finance Corporation. Um programa de pesquisa mais extenso foi feito entre 2003 e 2005, com a ajuda da John Templeton Foundation, para explorar a natureza e existência de escolas privadas de para os pobres na Índia, Gana, Nigéria, Quênia e China, e comparou o fornecimento de educação para os pobres nas escolas públicas e privadas. Esta pesquisa é referenciada em diversos livros e publicações, incluindo The Beautiful Tree: a personal journey into how the world’s poorest people are educating themselves (Penguin, New Delhi, e Cato Institute, 2009) (A Árvore Bela: uma jornada pessoal através de como os povos mais pobres do mundo estão educando a si mesmos, Bunker Editorial, 2021). Seu trabalho também foi divulgado em documentários da BBC e PBS: este último sendo apresentado junto com o trabalho dos vencedores do Nobel Muhammad Yunus e Hernando de Soto Polar.
As descobertas básicas da pesquisa mostram que em áreas pobres urbanas e rurais (favelas) na Índia e nos países africanos estudados, a maioria das crianças matriculadas estão em escolas privadas de baixo custo. Depois de investigar 24.000 crianças, foi descoberto que crianças das escolas privadas de baixo custo tem maior performance significativa do que as crianças em escolas públicas, mesmo controlando variáveis de fundo e o processo de escolha escolar.
Em 2017 Tooley anunciou planos para abrir escolas primárias privadas de baixo custo em Durham, Inglaterra.

## Filosofia educacional e pensamento
O trabalho de Tooley explora o papel do governo na educação numa perspectiva filosófica e através de outras perspectivas. Ele tem apresentado seus trabalhos em artigos acadêmicos que desafiam a obra dos filósofos Harry Brighouse e Adam Swift, e em seu principal livro E. G. West: economic liberalism and the role of government in education (Continuum Library of Educational Thought, 2008).

## Prêmios
- Prêmio Sir Antony Fisher Memorial, pelo livro The Beautiful Tree, 2010
- Gold Prize Winner, 1º Financial Times/International Finance Corporation, Private Sector Development Research Paper Competition,[16] 2006
- Prêmio Templeton por Soluções de Livre Mercado para os Pobres, 1º Lugar, 2006
- Prêmio Alexis de Tocqueville para o Avanço da Liberdade da Educação, 2007
- Prêmio National Free Enterprise, 2007

## Publicações
- Tooley, James (2021) A Árvore Bela: uma jornada pessoal através de como os povos mais pobres do mundo estão educando a si mesmos; São Paulo: Bunker Editorial
- Tooley, James (2016) Imprisoned in India: Corruption and Extortion in the World's Largest Democracy; Biteback Publishing; Great Britain
- Tooley, James (2009) The Beautiful Tree: a personal journey into how the world’s poorest people are educating themselves. New Delhi: Penguin; Washington, DC: Cato Institute
- Tooley, James (2008) E. G. West: economic liberalism and the role of government in education (Continuum Library of Educational Thought). New York and London: Continuum
- Tooley, James & Dixon, Pauline (2005) Private Education is Good for the Poor: a study of private schools serving the poor in low-income countries, Washington DC: Cato Institute.
- Tooley, James & Dixon, Pauline (2005) Private Schools Serving the Poor: a study from Delhi, India. New Delhi: Centre for Civil Society
- Salisbury, David & Tooley, James (eds) (2005) What Americans Can Learn from School Choice in Other Countries. Washington, DC: Cato Institute
- Tooley, James (2004)  教育的全球化能够使穷人受益吗? (Could the Globalization of Education Benefit the Poor?), Beijing: 九鼎公共事务研究所 (Cathay Institute for Public Affairs) (in Chinese)
- Tooley, James (2004) 全球教育产业——发展中国家私立教育的经验教训 (The Global Education Industry); translated by Professor Qu Hengchang. Shanghai: People's Publishing House (em chinês)
- Tooley, James (2003) Mehr Bildung für die Armen (Occasional Paper No. 3). Potsdam: Friedrich-Naumann-Stiftung
- Tooley, James & Stanfield, James (eds) (2003) Government Failure: E. G. West on education, London: Profile Books
- Tooley, James; Dixon, Pauline & Stanfield, James (2003) Delivering Better Education: market solutions to education London: Adam Smith Institute
- Tooley, James & Dixon, Pauline (2003) Private Schools for the Poor: a case study from India.  Reading: CfBT
- Tooley, James (2002) The Miseducation of Women. London and New York:Continuum
- Tooley, James (2001) The Global Education Industry; 2nd edition, London and Washington DC, Institute of Economic Affairs and International Finance Corporation, in association with Profile Books, London
- Tooley, James (ed.) (2001) Buckingham at 25: freeing the universities from state control.  London: Profile Books
- Tooley, James (2001) The Enterprise of Education: opportunities and challenges for India.  New Delhi: Liberty Institute
- Tooley, James (2000) Reclaiming Education. London: Cassell
- Tooley, James (1999) The Global Education Industry. London and Washington DC: Institute of Economic Affairs in association with International Finance Corporation
- Tooley, James with Howes, Andy (1999) The Seven Virtues of Highly Effective Schools. London:  TC Trust
- Tooley, James with Darby, Doug (1998) Educational Research: a critique London: Ofsted
- Seville, Adrian & Tooley, James (1997) The Debate on Higher Education: challenging the assumptions London: Institute of Economic Affairs
- Tooley, James (1996) Education without the State London: Institute of Economic Affairs
- Tooley, James (1995) Disestablishing the School Aldershot: Avebury Press
- Tooley, James (1993) A Market-Led Alternative for the Curriculum: breaking the code. London: Tufnell Press
- Mason, Keith & Tooley, James (1992) Moving Forward in Mathematics: a diagnostic teaching approach. Windsor: NFER/Nelson